# Gibbafroneta gibbosa
Gibbafroneta gibbosa là một loài nhện trong họ Linyphiidae. Chúng được Merrett miêu tả năm 2004, và chỉ được tìm thấy ở Trung Phi.